# Pompeo Marchesi
Pompeo Marchesi  (Saltrio, 7 de agosto de 1783 — Milão, 6 de fevereiro de 1858) foi um escultor italiano do movimento neoclássico.

## Biografia

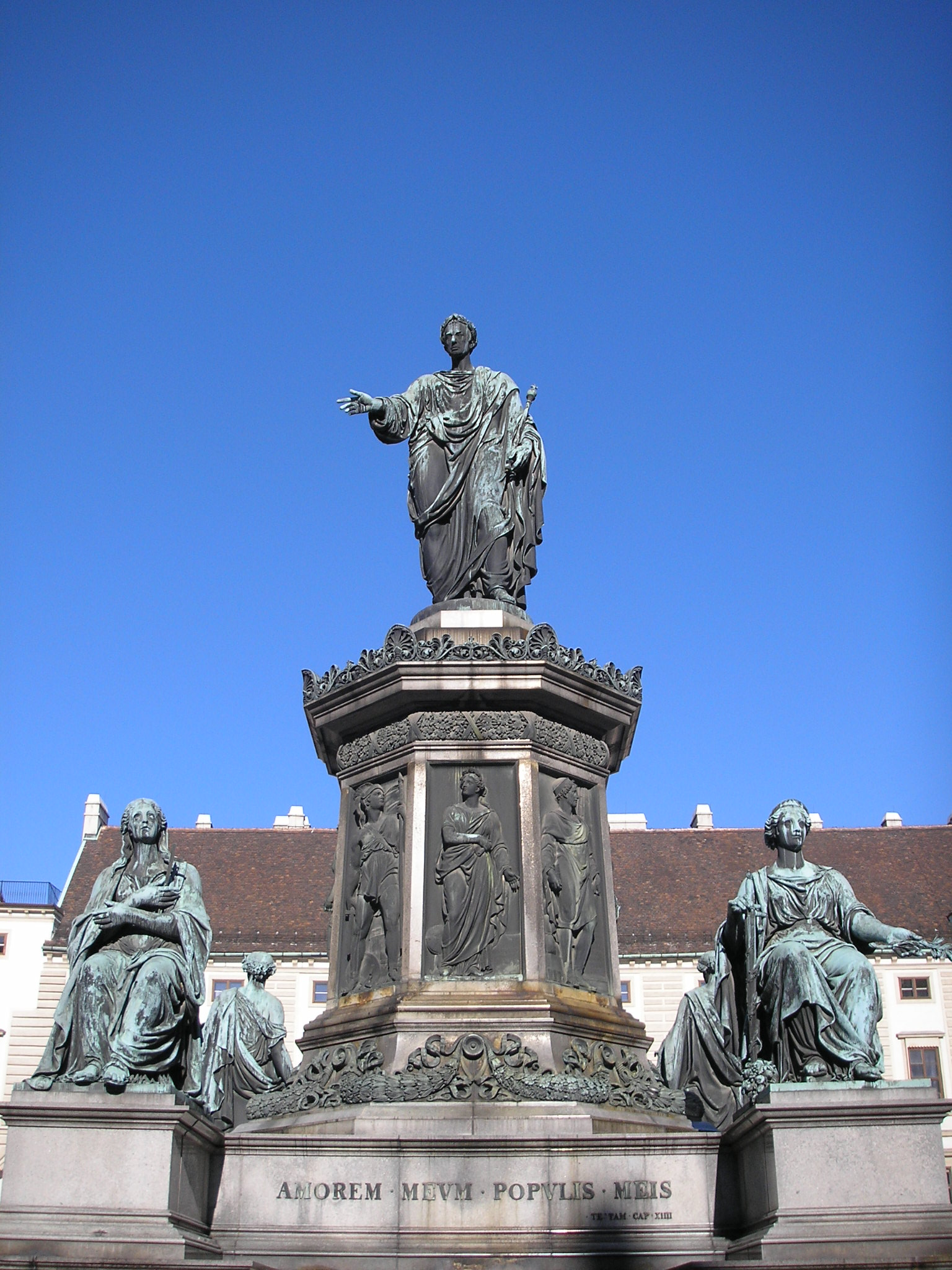
Monumento a Francisco I da Áustria, Hofburg. (Viena, 1846)

Marchesi viveu entre dois períodos históricos radicalmente diferentes: o da renovação napoleônica e o do domínio austríaco, fortemente opostos pelos movimentos de independência que culminaram a criação do Reino da Itália. Nasceu em Saltrio, Varese, em 7 de agosto de 1783. Marchesi era filho do escultor Carlo Gerolamo e de Cattarina Tamborini di Brunello. Seu irmão mais novo, Luigi Marchesi, também foi um notável escultor.
Pompeo iniciou na escultura pelo exemplo de seu pai, sentindo uma forte vocação artística. Seu pai levou-o para Milão quando ele era muito jovem, fazendo Marchesi frequentar a Academia de Belas Artes de Brera, tendo como professor Giuseppe Franchi. Em 1804, aos 21 anos, após concluir seus estudos em Brera, ele ganhou uma bolsa para estudar em Roma com o escultor Canova, de quem recebeu muito incentivo. Retornou a Milão em 1810, sem ter terminado seus estudos de escultura e, a partir desse momento, iniciou sua atividade artística. A maior parte de sua vida foi passada em Milão, onde durante muitos anos ele foi professor de escultura na Academia de Brera, tendo Antonio Tantardini e Giovanni Strazza como seus alunos. Marchesi ensinou Strazza a moldar barro. Executou um grande número de grupos em mármore e bustos. Um de seus primeiros trabalhos foi uma estátua maior que o tamanho natural de Santo Ambrósio de Milão, padroeiro da cidade, para o Duomo de Milão. Para o Arco della Pace (um arco comemorativo agora na Porta Sempione), concluído em 1838, ele criou vários relevos, incluindo Terpsícore e Vênus Urânia, e dos rios Ádige e Tagliamento. Ele decorou a fachada do Castello com doze figuras de grandes capitães italianos, e a do Palazzo Saporiti (uma mansão neoclássica histórica) com relevos em estilo clássico moderno. Uma de suas composições mais conhecidas é o grupo da "Mater Dolorosa", na igreja de San Carlo, na qual ele trabalhou por muitos anos.
Suas obras fora da cidade de Milão incluem: estátua maior que o tamanho natural de Carlos Emanuel III da Sardenha em Novara; estátua de Emanuel Felisberto, Duque de Saboia em Turim; a figura sentada de Goethe para a biblioteca em Frankfurt; duas estátuas do imperador Francisco I da Áustria, uma feita com a ajuda de Manfredônia, para o município de Göritz, e outra, sem assistência, para Hofburg, em Viena. Ele também executou o monumento a Alessandro Volta em Como; o monumento da cantora Maria Malibran; outros de Cesare Beccaria e Bellini e um busto do Professor Zuccala para o Ateneu de Bergamo.

## Legado
Os milaneses chamavam Marchesi de "el Dio dei piccaprei" e se interessaram por seus trabalhos antes mesmo de serem concluídos. Sua contribuição para a ascensão da Galeria de Arte Moderna de Milão foi muito notável, onde 95 obras dele são mantidas em uma sala privada. Pompeo Marchesi foi oficialmente homenageado com um busto de mármore na galeria do Palazzo di Brera, onde lecionou por 26 anos, e recebeu várias honras. Há um retrato dele criado por Francesco Hayez na Galleria d'Arte Moderna, em Milão.